# BSWW Mundialito 1994
Navigation
1997
En 1994, a lieu la première édition du BSWW Mundialito. C'est le premier tournoi officiel de beach soccer. La compétition se déroule sur la plage de Copacabana à Rio de Janeiro (Brésil). La compétition est remportée par l'équipe du Brésil.

## Participants
Quatre nations sont invitées par la BSWW à participer à cette première édition du BSWW Mundialito :
- Argentine

- Brésil

- États-Unis

- Italie

## Tournoi

### Demi-finales
| Demi-finale 1 | Brésil | 4–2 | États-Unis |  |  |
|               |        |     |            |  |  |

| Demi-finale 2 | Argentine | 5–5 (0-1) | Italie |  |  |
|               |           |           |        |  |  |

### Finale et3eplace
| Match pour la 3e place | Argentine | 3-5 | États-Unis |  |  |
|                        |           |     |            |  |  |

| Finale | Brésil | 6–3 | Italie |  |  |
|        |        |     |        |  |  |

### Classement final
| Place              | Équipe     |
| ------------------ | ---------- |
| Médaille d'or      | Brésil     |
| Médaille d'argent  | Italie     |
| Médaille de bronze | États-Unis |
| 4                  | Argentine  |